# Фаррен, Мик
Мик Фаррен (Mick Farren, полное имя — Майкл Энтони Фаррен, англ. Michael Anthony Farren; 3 сентября 1943, Челтнем, Глостершир — 27 июля 2013) — британский журналист, литератор, музыкант и певец, в конце 1960-х годов возглавлявший психоделическую прото-панк-группу The Deviants и принимавший активное участие в деятельности лондонского андеграундного сообщества. Как отмечает в биографии на Allmusic Кристофер Тру, Фаррен в полной мере заслуживает также звания философа и социального критика.

## Биография
После распада The Deviants Фаррен некоторое время был участником Pink Fairies, затем выпустил сольный альбом Mona – The Carnivorous Circus (1970), в записи которого приняли участие Стив Перегрин Тук, перкуссионист T.Rex, Джон Густафсон и Пол Бакмастер, после чего на несколько лет ушёл из музыкального бизнеса, сконцентрировавшись на журналистской и литературной деятельности.
В середине 1970-х годов Фаррен временно вернулся на сцену — с мини-альбомом Screwed Up, синглом «Broken Statue» и альбомом Vampires Stole My Lunch Money, записанным при участии Крисси Хайнд (в то время — журналистки NME) и Уилко Джонсона, гитариста Dr. Feelgood. Позже Фаррен сотрудничал с Уэйном Крамером (альбомы Who Shot You Dutch?, Death Tongue), Джеком Ланкастером (The Deathray Tapes) и Энди Колкухоном — с которым, в частности, записал альбомы нового состава The Deviants Eating Jello With a Heated Fork и Dr. Crow.
Фаррен известен и как автор текстов — в частности, нескольких песен Лемми («Lost Johnny» для репертуара Hawkwind, «Keep Us on the Road», «Damage Case» — для Motörhead). С Лари Уоллисом он написал «When’s the Fun Begin?» (для Pink Fairies), а также несколько треков для сольного альбома Уоллиса (Death in a Guitar Afternoon).
Мик Фаррен — автор 23 романов, 11 документальных, биографических и культурологических книг (четыре из них посвящены Элвису Пресли) и многочисленных поэтических сборников. 27 июля 2013 года Фаррен умер на сцене от сердечного приступа, выступая с The Deviants.

## Дискография

### Синглы
- 1976 — Mick Farren — «Play With Fire» / «Lost Johnny» (Ork records)
- 1977 — Mick Farren and The Deviants — Screwed Up EP (Stiff Records)
- 1978 — Mick Farren — «Half Price Drinks» (Logo Records)
- 1978 — Mick Farren — «Broken Statue» / «It’s All In The Picture» (Logo records)
- 199? — Lunar Malice — «Gunfire In The Night» / «Touched By The Fire»

### Альбомы
- 1967 — The Deviants — Ptooff! (Impressario/Decca Records)
- 1968 — The Deviants — Disposable (Stable Records)
- 1969 — The Deviants — The Deviants 3 (Transatlantic Records)
- 1970 — Mick Farren — Mona – The Carnivorous Circus (Transatlantic Records)
- 1978 — Mick Farren — Vampires Stole My Lunch Money (Logo Records)
- 1984 — The Deviants — Human Garbage — live (Psycho Records)
- 1987 — Wayne Kramer & Mick Farren — Who Shot You Dutch?
- 1991 — Wayne Kramer — Death Tongue (Progressive Records)
- 1993 — Tijuana Bible — Gringo Madness
- 1995 — Mick Farren and Jack Lancaster — The Deathray Tapes (Alive Records)
- 1996 — Deviants IXVI — Eating Jello With a Heated Fork (Alive Records)
- 1999 — The Deviants — Barbarian Princes — Live In Japan
- 2002 — The Deviants — Dr. Crow (Track Records)
- 2004 — Mick Farren and The Deviants — Taste The Blue — live (Captain Trip Records, Japan)
- 2005 — Mick Farren — To The Masterlock — live (Captain Trip Records, Japan)

### Сборники
- 1996 — Mick Farren and The Deviants — Fragments of Broken Probes
- 1996 — The Social Deviants — Garbage (Alive Records)
- 1999 — The Deviants — The Deviants Have Left The Planet
- 2000 — Mick Farren and The Deviants — This CD Is Condemned (Alive Records)
- 2001 — Mick Farren and The Deviants — On Your Knees, Earthlings (Alive Records])

### Художественные произведения
- 1973 — The Texts of Festival
- 1974 — The Tale of Willy’s Rats
- 1976 — The DNA Cowboys Trilogy: The Quest of The DNA Cowboys
- 1976 — The DNA Cowboys Trilogy: Synaptic Manhunt
- 1977 — The DNA Cowboys Trilogy: The Neural Atrocity
- 1978 — The Feelies
- 1981 — The Song of Phaid the Gambler
- 1985 — Protectorate
- 1986 — CORP*S*E (aka Vickers)
- 1987 — Their Masters' War
- 1988 — Exit Funtopia (aka The Long Orbit)
- 1989 — The Armageddon Crazy
- 1989 — The Last Stand of the DNA Cowboys
- 1990 — Mars — The Red Planet
- 1991 — Necrom
- 1996 — The Victor Renquist Quartet: The Time of Feasting
- 1999 — Back From Hell: Car Warriors #2
- 1999 — Jim Morrison’s Adventures in the Afterlife
- 2000 — The Victor Renquist Quartet: Darklost
- 2001 — The Victor Renquist Quartet: More Than Mortal
- 2001 — Short Stories (1972—1973)
- 2002 — Dead Cats Bouncing
- 2002 — The Victor Renquist Quartet: Underland
- 2004 — Kindling
- 2006 — Conflagration

### Биографии и эссе
- Watch Out Kids
- Get On Down
- Elvis In His Own Words
- The Rolling Stones In Their Own Words
- The Rock & Roll Circus
- Elvis — The Illustrated Record
- The Black Leather Jacket
- Elvis And The Colonel
- The Hitchhiker’s Guide to Elvis
- The CIA Files
- Conspiracies, Lies And Hidden Agendas
- Give The Anarchist A Cigarette
- Gene Vincent: There’s One In Every Town
- Words of Wisdom From the Greatest Minds of All Time
- Who’s Watching You?: The Chilling Truth about the State, Surveillance and Personal Freedom
- (Who put the) Bomp! Saving the World One Record at a Time